# Theroscopus boreaphilus
Theroscopus boreaphilus är en stekelart som först beskrevs av Hellen 1967.  Theroscopus boreaphilus ingår i släktet Theroscopus och familjen brokparasitsteklar. Inga underarter finns listade i Catalogue of Life.